# 武夫赖
武夫赖（法語：Vouvray，發音：[vuvʁɛ] ⓘ），法国中西部城市，中央-卢瓦尔河谷大区安德尔-卢瓦尔省的一个市镇，隶属于图尔区，其市镇面积为27.92平方公里，2022年1月1日时人口数量为3,397人，在法国市镇中排名第3,392位。
武夫赖位于安德尔-卢瓦尔省东部偏北，卢瓦尔河右岸，是一个区域性的中心城市，巴黎—波尔多铁路和大西洋高速铁路由此跨越卢瓦尔河。武夫赖因同名葡萄酒而闻名，后者是卢瓦尔河谷产区的组成部分。

## 地名来源
根据当地官方网站的论述，“Vouvray”一名最初以“Vobridium”的形式被记载，该名称来源于高卢语单词“vobero”，意为“被遮掩的溪流”。
20世纪30年代，武夫赖市政府曾申请更改当地官方名称为“Vouvray-les-Vins”，但最终未能成功。

## 历史

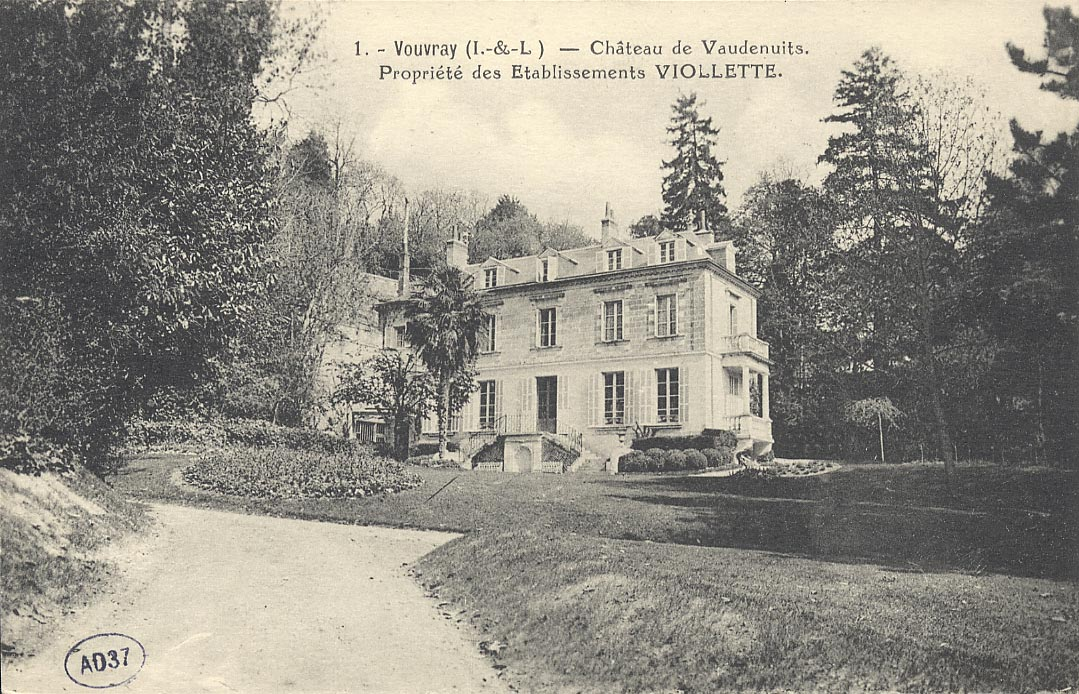
20世纪初武夫赖境内的一处酒庄

武夫赖的早期历史尚不清楚。根据当地官方网站的论述，公元372年，图尔的马丁在卢瓦尔河右岸创建马尔穆捷修道院，其附近的区域则被开辟为葡萄酒种植园。中世纪初，武夫赖为图尔圣玛尔定圣殿的一处领地，武夫赖作为聚落最初于公元8世纪被记载。中世纪中期，武夫赖被博让西领主获得，此后该地又几经易手，自1785年起成为奥埃普雷沃的财产。法国大革命后，武夫赖成为安德尔-卢瓦尔省的一个市镇，并自1793年起成为该省的一个县治。工业革命期间，途经武夫赖附近的巴黎—波尔多铁路和布赖河畔萨尔热—武夫赖铁路建成通车，但后者及武夫赖火车站已于20世纪初关闭。20世纪80年代规划的大西洋高速铁路曾计划横穿武夫赖，此举曾遭到当地政府及葡萄种植园主的反对，最终该铁路以隧道及高架桥的形式穿越了武夫赖葡萄酒种植区域。

## 地理

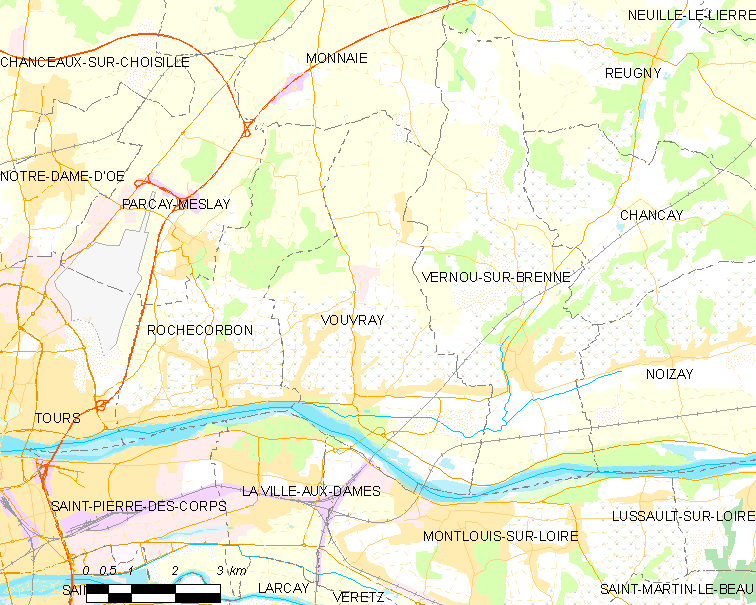
武夫赖市镇范围地图

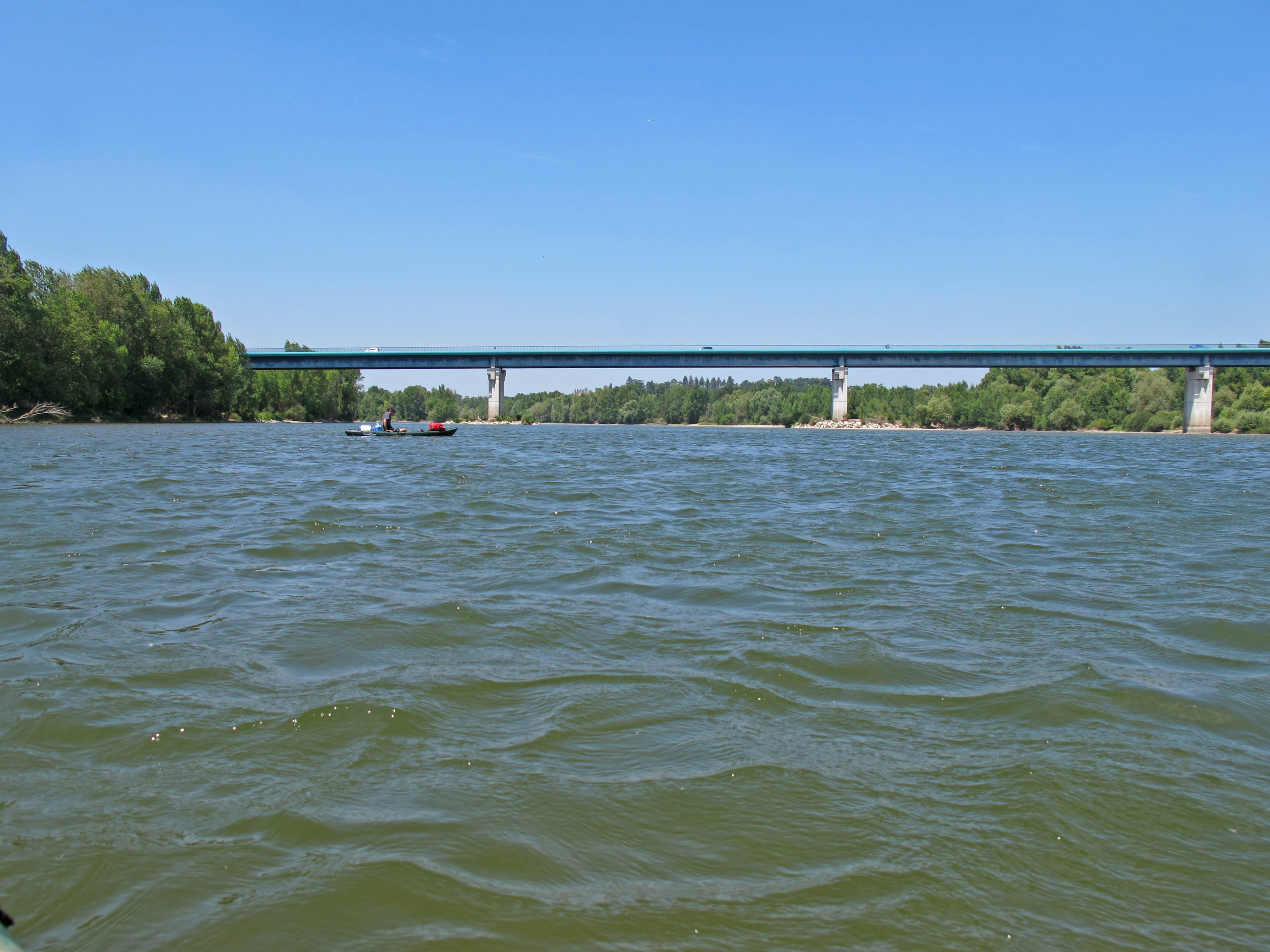
卢瓦尔河武夫赖段

武夫赖位于法国中西部，中央-卢瓦尔河谷大区西部和安德尔-卢瓦尔省中东部偏北，距离省会图尔大约11公里。与武夫赖接壤的市镇包括：罗什科尔邦、卢瓦尔河畔蒙卢伊、莫奈、布雷讷河畔韦尔努、拉维尔欧达姆和布雷讷河畔韦尔努。

### 地形
武夫赖位于卢瓦尔河谷右岸，境内以平原和浅丘为主，市镇中心位于一处地势低平的河流冲积带上，北侧则为一处高地，两个板块间有着明显的高差截面，全境海拔在48到121米之间。

### 水文
卢瓦尔河干流自东向西流经武夫赖市区南部，其右岸支流锡斯河在此与其交汇。

### 植被
武夫赖属于温带阔叶混交林区，林地多分布于河流附近，市区北侧的浅丘地带则多被开辟为葡萄酒种植园。
在鲜花城市的评比中，武夫赖暂未被评级。

### 气候
武夫赖在柯本气候分类法中属于温带海洋性气候（Cfb）。
距离武夫赖最近的常年气象站位于图尔机场（帕尔赛-梅莱境内），以下为该气象站的数据：
| 帕尔赛-梅莱 1981年－2019年 | 帕尔赛-梅莱 1981年－2019年 | 帕尔赛-梅莱 1981年－2019年 | 帕尔赛-梅莱 1981年－2019年 | 帕尔赛-梅莱 1981年－2019年 | 帕尔赛-梅莱 1981年－2019年 | 帕尔赛-梅莱 1981年－2019年 | 帕尔赛-梅莱 1981年－2019年 | 帕尔赛-梅莱 1981年－2019年 | 帕尔赛-梅莱 1981年－2019年 | 帕尔赛-梅莱 1981年－2019年 | 帕尔赛-梅莱 1981年－2019年 | 帕尔赛-梅莱 1981年－2019年 | 帕尔赛-梅莱 1981年－2019年 |
| 月份                       | 1月                        | 2月                        | 3月                        | 4月                        | 5月                        | 6月                        | 7月                        | 8月                        | 9月                        | 10月                       | 11月                       | 12月                       | 全年                       |
| -------------------------- | -------------------------- | -------------------------- | -------------------------- | -------------------------- | -------------------------- | -------------------------- | -------------------------- | -------------------------- | -------------------------- | -------------------------- | -------------------------- | -------------------------- | -------------------------- |
| 历史最高温 °C（°F）        | 16.9 (62.4)                | 22.1 (71.8)                | 25.3 (77.5)                | 29.2 (84.6)                | 31.8 (89.2)                | 39.1 (102.4)               | 40.8 (105.4)               | 39.8 (103.6)               | 35.5 (95.9)                | 31.1 (88.0)                | 22.3 (72.1)                | 18.5 (65.3)                | 40.8 (105.4)               |
| 平均高温 °C（°F）          | 7.3 (45.1)                 | 8.5 (47.3)                 | 12.3 (54.1)                | 15.2 (59.4)                | 19.1 (66.4)                | 22.8 (73.0)                | 25.5 (77.9)                | 25.4 (77.7)                | 21.8 (71.2)                | 16.8 (62.2)                | 10.9 (51.6)                | 7.5 (45.5)                 | 16.1 (61.0)                |
| 日均气温 °C（°F）          | 4.6 (40.3)                 | 5.2 (41.4)                 | 8.1 (46.6)                 | 10.4 (50.7)                | 14.1 (57.4)                | 17.4 (63.3)                | 19.7 (67.5)                | 19.6 (67.3)                | 16.4 (61.5)                | 12.7 (54.9)                | 7.7 (45.9)                 | 5 (41)                     | 11.7 (53.1)                |
| 平均低温 °C（°F）          | 2 (36)                     | 1.9 (35.4)                 | 3.9 (39.0)                 | 5.6 (42.1)                 | 9.2 (48.6)                 | 12.1 (53.8)                | 14 (57)                    | 13.7 (56.7)                | 11.1 (52.0)                | 8.6 (47.5)                 | 4.6 (40.3)                 | 2.5 (36.5)                 | 7.4 (45.3)                 |
| 历史最低温 °C（°F）        | −17.4 (0.7)                | −14.2 (6.4)                | −10.3 (13.5)               | −3.4 (25.9)                | −0.6 (30.9)                | 2.6 (36.7)                 | 4.3 (39.7)                 | 4.8 (40.6)                 | 0.9 (33.6)                 | −2.3 (27.9)                | −7.1 (19.2)                | −18.5 (−1.3)               | −18.5 (−1.3)               |
| 平均降水量 mm（）          | 66.2 (2.61)                | 55.8 (2.20)                | 50.3 (1.98)                | 55.8 (2.20)                | 62.3 (2.45)                | 46.1 (1.81)                | 53.2 (2.09)                | 42.5 (1.67)                | 53.2 (2.09)                | 70.9 (2.79)                | 68 (2.7)                   | 71.3 (2.81)                | 695.6 (27.39)              |
| 月均日照時數               | 69.9                       | 90.3                       | 144.2                      | 178.5                      | 205.6                      | 228                        | 239.4                      | 236.4                      | 184.7                      | 120.6                      | 76.7                       | 59.2                       | 1,833.5                    |
| 来源：infoclimat.fr        |                            |                            |                            |                            |                            |                            |                            |                            |                            |                            |                            |                            |                            |

## 行政区划
武夫赖的市镇编号为37281，邮政编号为37210。
在行政管理方面，武夫赖隶属于法国中央-卢瓦尔河谷大区安德尔-卢瓦尔省图尔区；在地方选举方面，武夫赖是武夫赖县的中央投票站所在地，其市镇范围全境被划入安德尔-卢瓦尔省第二选区；在社会管理方面，武夫赖是东部图莱讷河谷市镇公共社区的组成部分。
截至2023年11月，武夫赖市镇范围内暂无任何城市敏感街区及城市政策优先街区。
法国国家统计与经济研究所（简称）在进行数据统计时，将武夫赖及相邻的另外37个市镇设为图尔城市核心区，并将包括核心区在内的周边共144个市镇划为图尔城市区。自2020年起，图尔城市区被包含162个市镇的图尔城市辐射区代替。此外，还将武夫赖市镇整体看作一个“块区”（IRIS），以便于统计人口分布情况。

## 交通

### 公路
安德尔-卢瓦尔省省道D46线、D47线、D76线、D142线和D952线在武夫赖境内交汇，其中D142线通过戴高乐大桥跨越卢瓦尔河。中央-卢瓦尔河谷大区下属的安德尔-卢瓦尔省城际客运A线经停武夫赖，可通往图尔和雷诺堡等地。
| 20 | 6.5 |

| 图尔 | 11 |

| 莫奈 | 11 |

| 蒙卢伊 | 6 |

2020年，81.9%的武夫赖家庭拥有至少一辆私人汽车。2021年，武夫赖境内共发生各类交通事故1起，造成1人受伤。

### 铁路

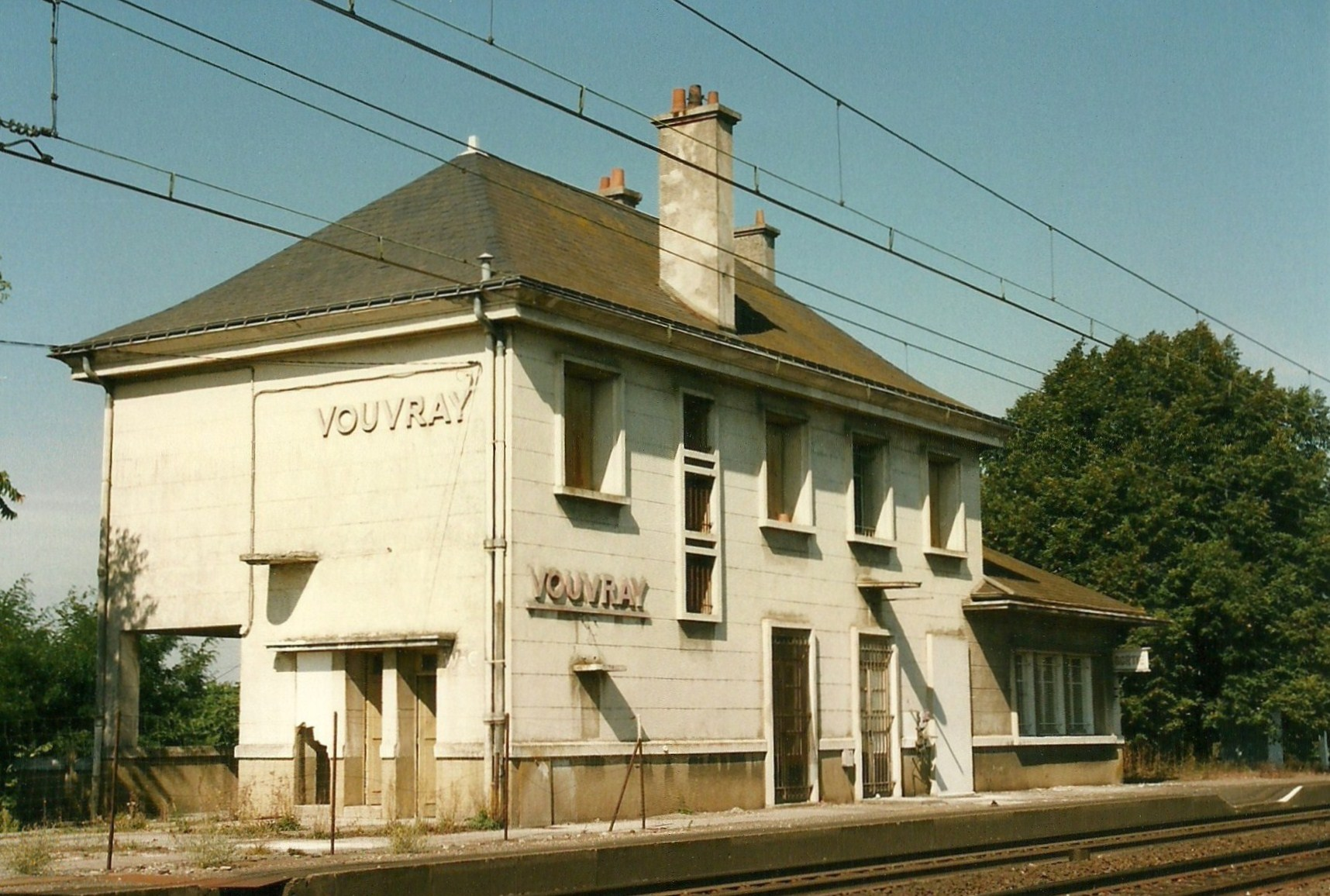
武夫赖火车站旧址

巴黎—波尔多铁路和大西洋高速铁路两条铁路干线均在武夫赖跨越卢瓦尔河，原有的武夫赖位火车站已废弃。
距离武夫赖最近的运营中的客运铁路车站为5公里外的蒙卢伊站，该站停靠往返于图尔和布卢瓦一线的区域列车。

### 航空
距离武夫赖最近的民用航空站为9公里外的图尔机场。

### 城市公共交通
武夫赖是图尔城市公共交通（商业名称为）的服务覆盖范围，其下属的公交54路和校车67路经过武夫赖市区。

## 政治

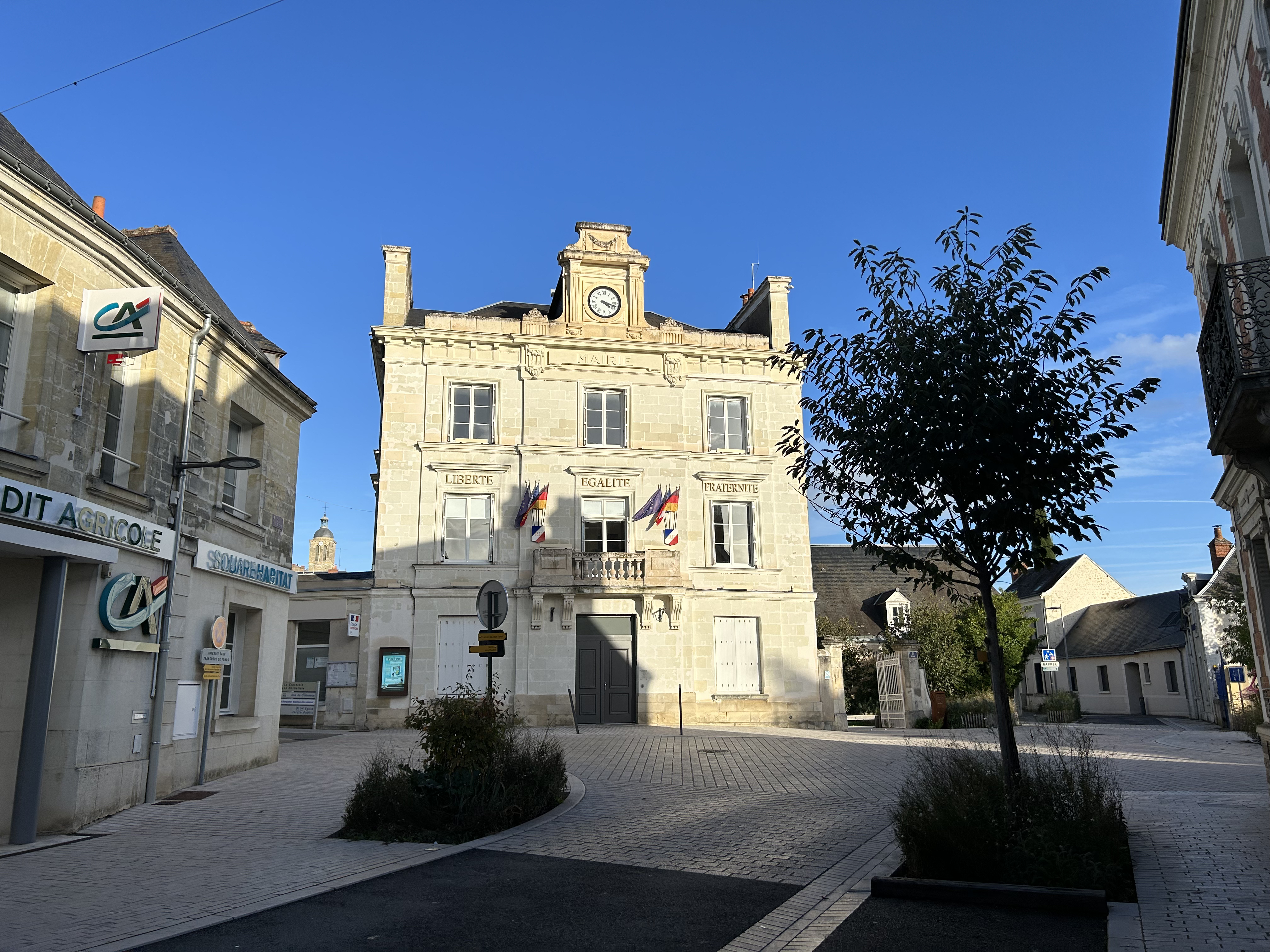
武夫赖市政厅

### 市政内阁
武夫赖的现任市长为布丽吉特·皮诺女士（Brigitte PINEAU），她是一名无党派人士，在2020年的市政选举中获得了69.92%的支持率。
| 武夫赖历届市长         | 武夫赖历届市长                  | 武夫赖历届市长    |
| 任期                   | 市长                            | 党派              |
| ---------------------- | ------------------------------- | ----------------- |
| （1947年以前资料暂缺） |                                 |                   |
| 1947年－1989年         | Gaston HUET 加斯东·于埃         | DVD右翼无党派人士 |
| 1989年－2001年         | Daniel ALLIAS 达尼埃尔·阿利亚斯 | 不详              |
| 2001年－2014年         | Pierre DARRAGON 皮埃尔·达拉贡   | 不详              |
| 2014年－               | Brigitte PINEAU 布丽吉特·皮诺   | 無黨籍            |

### 各级选举
| 武夫赖历届投票选举结果 | 武夫赖历届投票选举结果  | 武夫赖历届投票选举结果 | 武夫赖历届投票选举结果 | 武夫赖历届投票选举结果      | 武夫赖历届投票选举结果 | 武夫赖历届投票选举结果 | 武夫赖历届投票选举结果      | 武夫赖历届投票选举结果 | 武夫赖历届投票选举结果 |
| 选举项目               | 选举范围                | 选区单位               | 选区单位内的选举结果   | 选区单位内的选举结果        | 选区单位内的选举结果   | 选区单位内的选举结果   | 选区单位内的选举结果        | 选区单位内的选举结果   | 参考资料               |
| 选举项目               | 选举范围                | 选区单位               | 第一轮胜出者           | 第一轮胜出者                | 支持率                 | 第二轮胜出者           | 第二轮胜出者                | 支持率                 | 参考资料               |
| ---------------------- | ----------------------- | ---------------------- | ---------------------- | --------------------------- | ---------------------- | ---------------------- | --------------------------- | ---------------------- | ---------------------- |
| 2017年法國總統選舉     | 法國                    | 市镇                   |                        | 弗朗索瓦·菲永               | 28.33%                 |                        | 埃马纽埃尔·马克龙           | 73.39%                 | [ 22 ]                 |
| 2017年法国立法选举     | 安德尔-卢瓦尔省第二选区 | 市镇                   |                        | 达尼埃尔·拉巴罗纳           | 36.64%                 |                        | 达尼埃尔·拉巴罗纳           | 54.41%                 | [ 22 ]                 |
| 2019年欧洲议会选举     | 法國                    | 市镇                   |                        | 纳塔莉·卢瓦索               | 26.76%                 | （不适用）             | （不适用）                  | （不适用）             | [ 24 ]                 |
| 2021年法国省级选举     | 安德尔-卢瓦尔省         | 县                     |                        | 帕斯卡勒·德瓦莱 布吕诺·弗内 | 44.88%                 |                        | 帕斯卡勒·德瓦莱 布吕诺·弗内 | 60.07%                 | [ 25 ]                 |
| 2021年法国省级选举     | 安德尔-卢瓦尔省         | 市镇                   |                        | 帕斯卡勒·德瓦莱 布吕诺·弗内 | 49.47%                 |                        | 帕斯卡勒·德瓦莱 布吕诺·弗内 | 61.7%                  | [ 25 ]                 |
| 2021年法国大区选举     |                         | 市镇                   |                        | 马克·费诺                   | 22.74%                 |                        | 弗朗索瓦·博诺               | 41.16%                 | [ 26 ]                 |
| 2022年法国总统选举     | 法國                    | 市镇                   |                        | 埃马纽埃尔·马克龙           | 36.05%                 |                        | 埃马纽埃尔·马克龙           | 68.42%                 | [ 22 ]                 |
| 2022年法国立法选举     | 安德尔-卢瓦尔省第二选区 | 市镇                   |                        | 达尼埃尔·拉巴罗纳           | 35.55%                 |                        | 达尼埃尔·拉巴罗纳           | 58.93%                 | [ 22 ]                 |

## 人口
2020年，武夫赖市镇人口数量为3,294，在法国排名第3,392位。其中男性1,657人，女性1,637人，75岁及以上人口占7.7%，外籍人口数量为62人，人口密度为144人/平方公里，当地居民被称为（男性）或（女性）。2021年，武夫赖境内出生36人，死亡人口29人。
| 武夫赖1901年－2020年人口变化情况 |
|                                  |
| 数据来源：Cassini、INSEE         |

## 经济

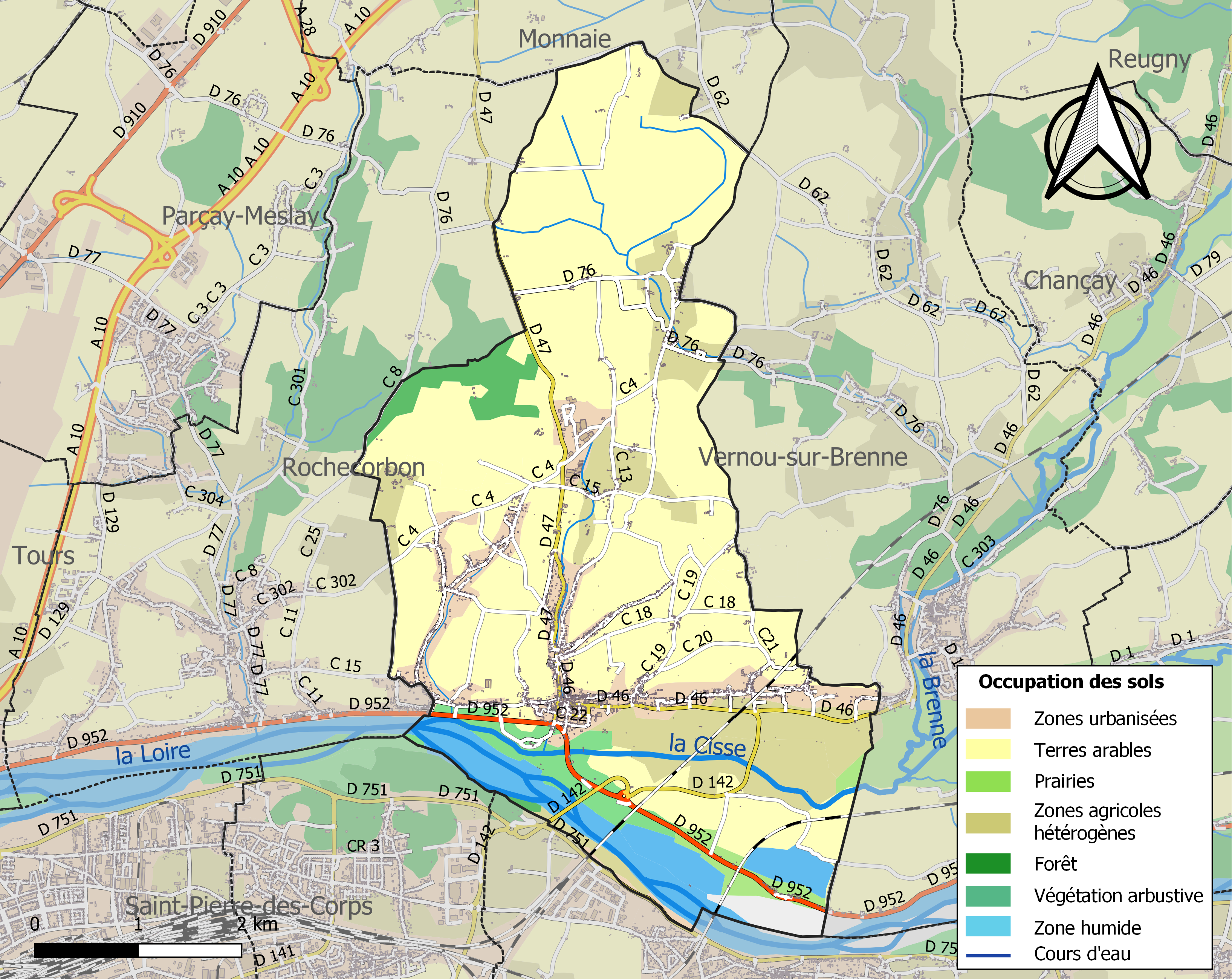
武夫赖土地利用情况地图

武夫赖是一个区域性的中心市镇。截至2023年11月，武夫赖市镇范围内共有各类用人单位（包含自雇）702家，平均历史为17年，其中97.43%为中小型企业（PME），2023年9月至11月间，当地的经济活力指数为0。（肉制品）、（葡萄酒酿造）及（葡萄酒销售）是当地2021年营业额最高的三个企业，分别为4,150,184欧元、3,918,585欧元和1,730,553欧元。

## 财政与居民收入
2021年，武夫赖的财政收入总额为2,930,010欧元，财政支出总额为1,920,480欧元，当年的债务总额为831,220欧元。2021年，武夫赖市镇通过增值税获得287,120欧元的收入，此外当地还共获得了177,300欧元的国家直接财政补助。
2019年，武夫赖的人均月收入总额为2,737欧元，其中高级职员为4,762欧元，高于法国平均水平（4,230欧元）；中级职员为2,447欧元，高于法国平均水平（2,411欧元）；普通职员为1,748欧元，亦高于法国平均水平（1,740欧元）。
2020年，武夫赖境内的贫困率为7%，青壮年（15至64岁）失业率为6.2%；2022年，当地55.4%的家庭拥有纳税资格，平均纳税6,499欧元，高于法国平均水平（4,393欧元）。

## 社会事务

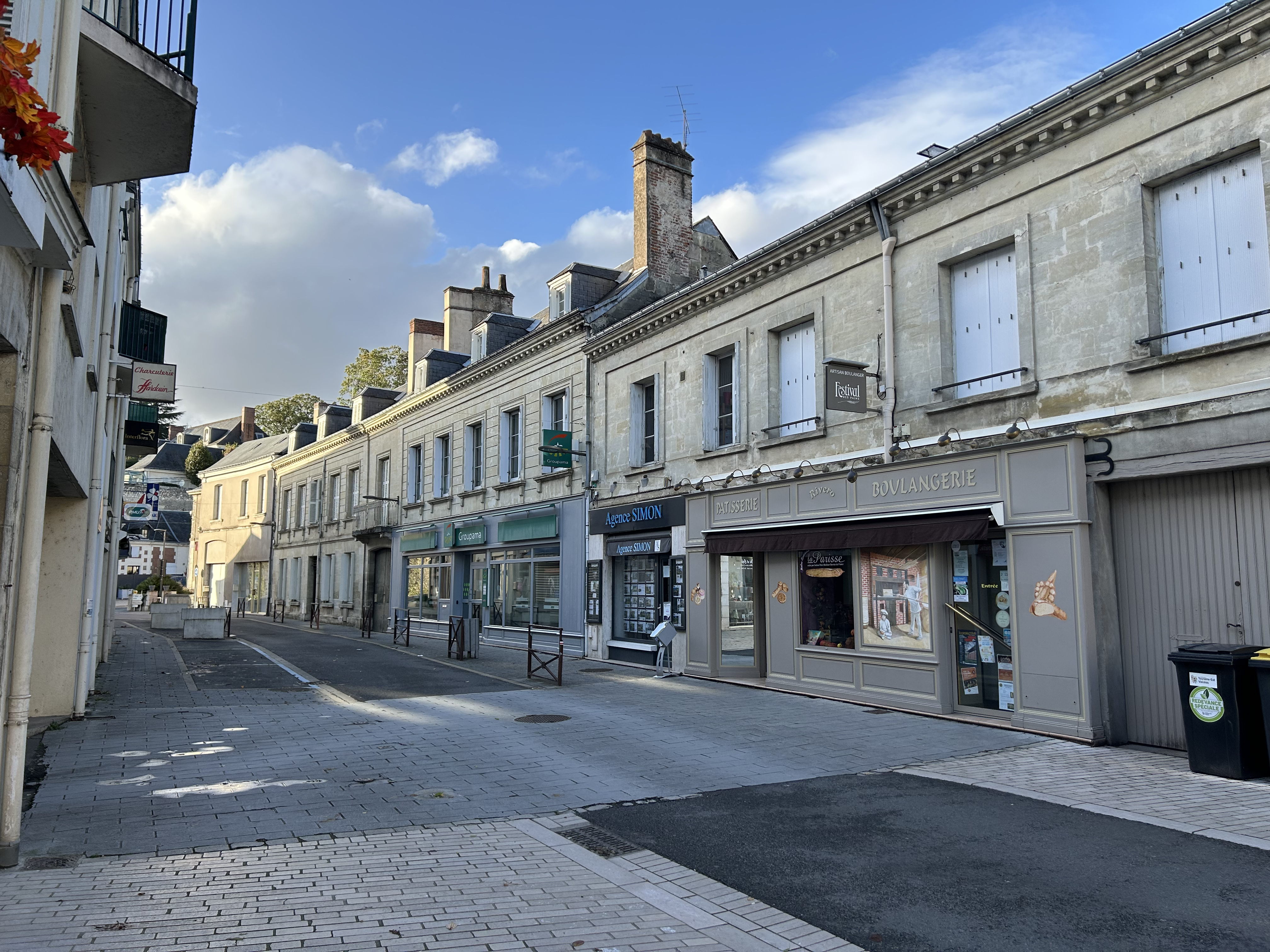
镇中心的共和国街

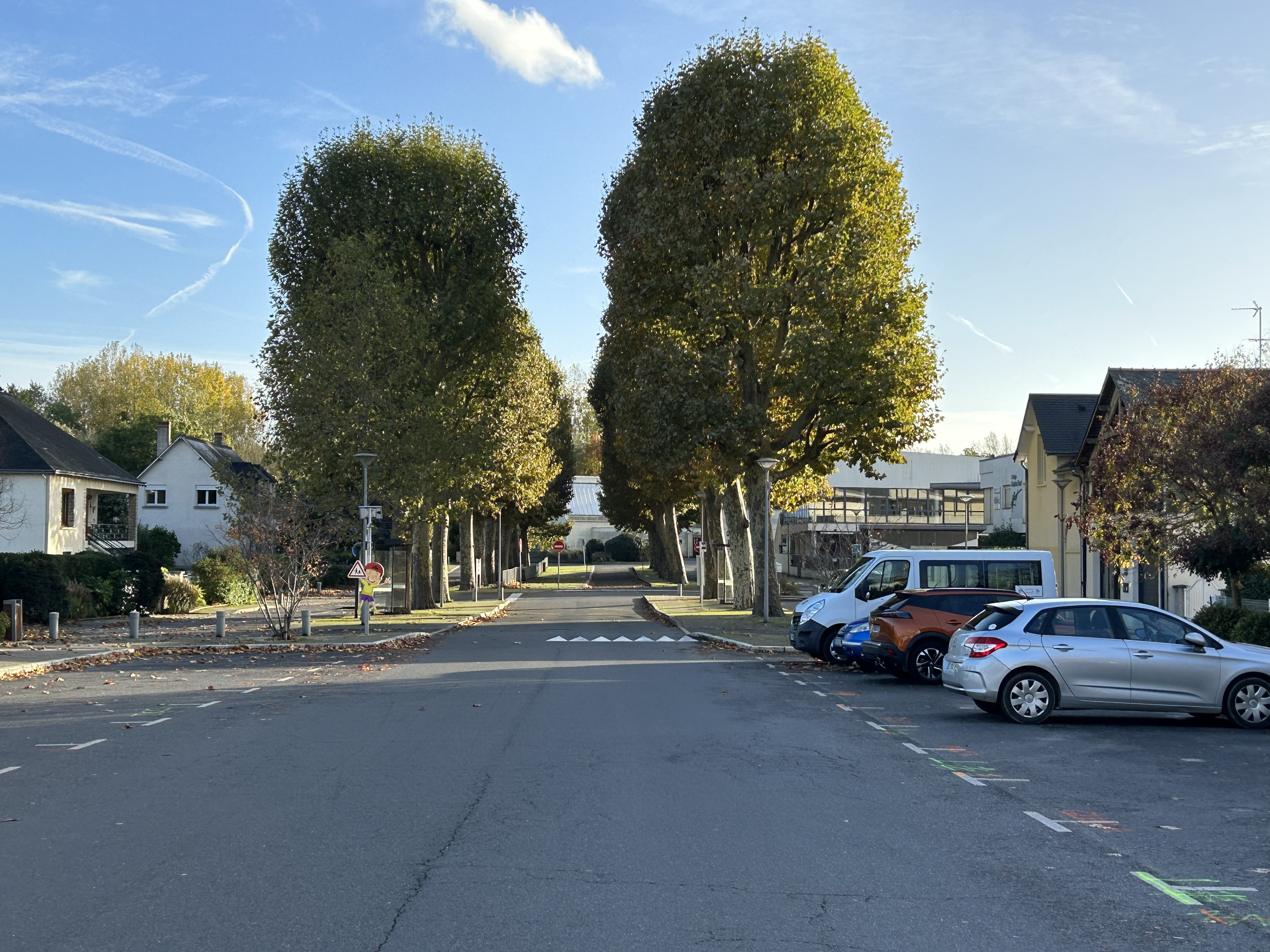
奥尔农大街

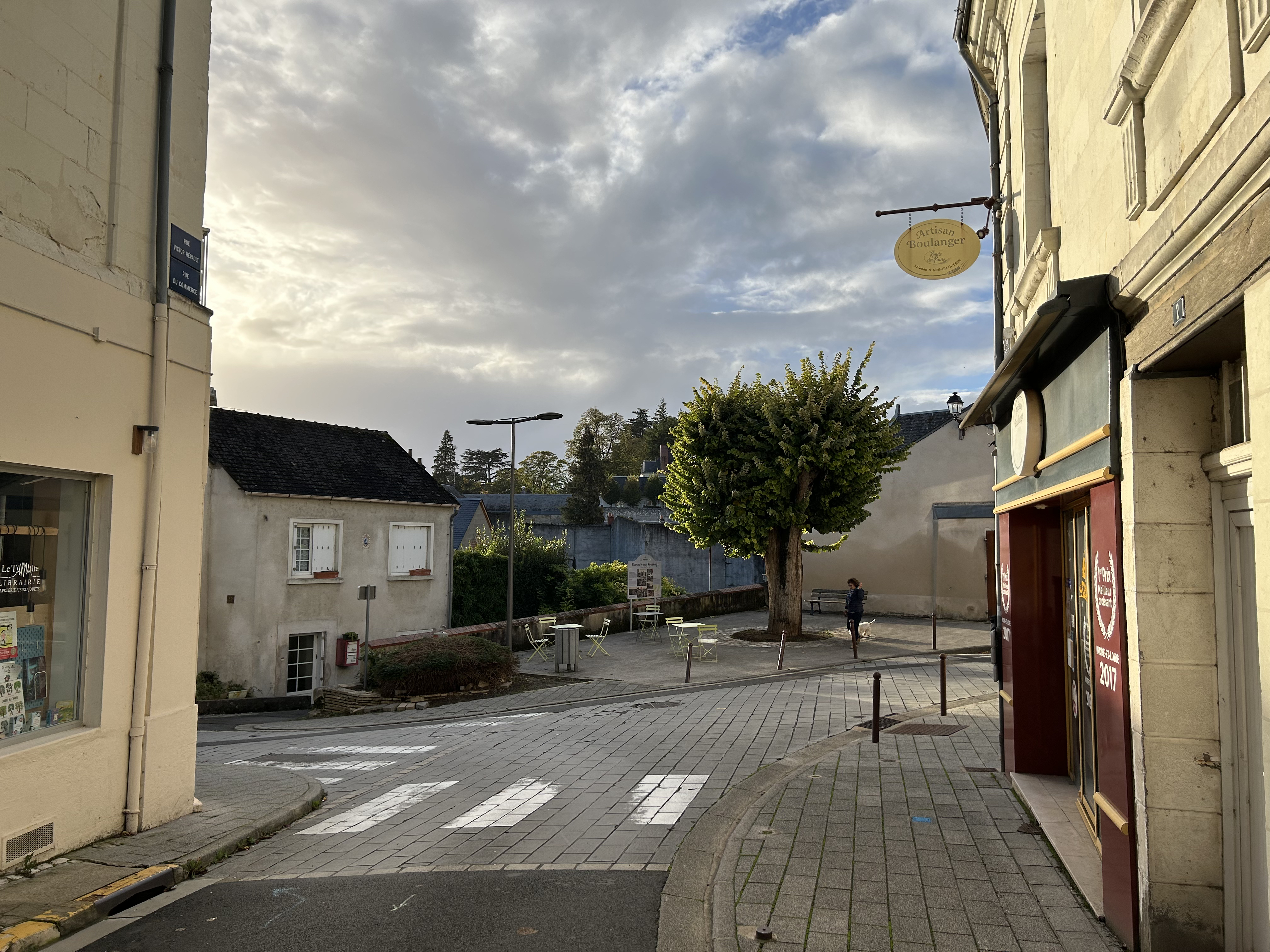
商业街西口

### 教育
武夫赖属于奥尔良-图尔学区。截至2021年1月1日，武夫赖境内共有1所幼儿园、2所小学和2所初级中学。2021至2022学年度，武夫赖境内共有在校中等教育阶段学生718名。

### 医疗
截至2021年1月1日，武夫赖境内共有全科医生7名、保健师8名、牙医4名、护士3名、助产士1名、药房1家、残疾人帮扶中心3家。
距离武夫赖最近的区域性医疗机构为图尔大学大区中心医院，其下属的布勒托讷医院和特鲁索医院（Hôpital Trousseau）两个主病区距离武夫赖市区的正常车程均在20分钟以内。

### 住房
2020年，武夫赖境内共有各类住房1,614套，其中80.5%为独立式居民区，18.8%为集中式居民区。常住房屋占武夫赖市镇范围内居民建筑总量的87.8%。
在住房保障政策方面，2022年，武夫赖境内共有166户家庭获得了住房经济补助，受益人数占总人口数量的5.5%，其中159份为房租补助。

### 商业
2021年，武夫赖境内共有各类实体商铺67家，其中餐厅5家、大型超市1家、杂货店2家、面包房2家、肉铺3家、银行门店1家、美容美发店5家、汽车维修店3家。武夫赖镇中心东侧建有一家欧尚购物超市。

### 体育
2021年，武夫赖境内共有1家游泳池、1间体育馆、1座综合体育场、3处网球场、1处足球或橄榄球场以及1处篮球或排球场。
截至2023年11月，舍米诺实验室体育俱乐部（ASC Laboratoires Chemineau，编号663878）是武夫赖境内唯一的一家注册足球俱乐部，其主队2023至2024赛季未参加任何足球联赛。

### 环境
武夫赖的环境事务由其所属的东部图莱讷河谷市镇公共社区联合各级政府协调负责。2021年，武夫赖境内暂无污染企业。

### 治安
2021年，武夫赖市镇范围内有1处宪兵队。
武夫赖及其附近的共55个市镇是昂布瓦斯国家宪兵队（zone gendarmerie de Amboise）的管辖范围。2020年，该宪兵队累计记录各类案件3,722起，其中盗窃类案件1,931起，经济类案件681起，毒品交易类案件113起。

## 文化

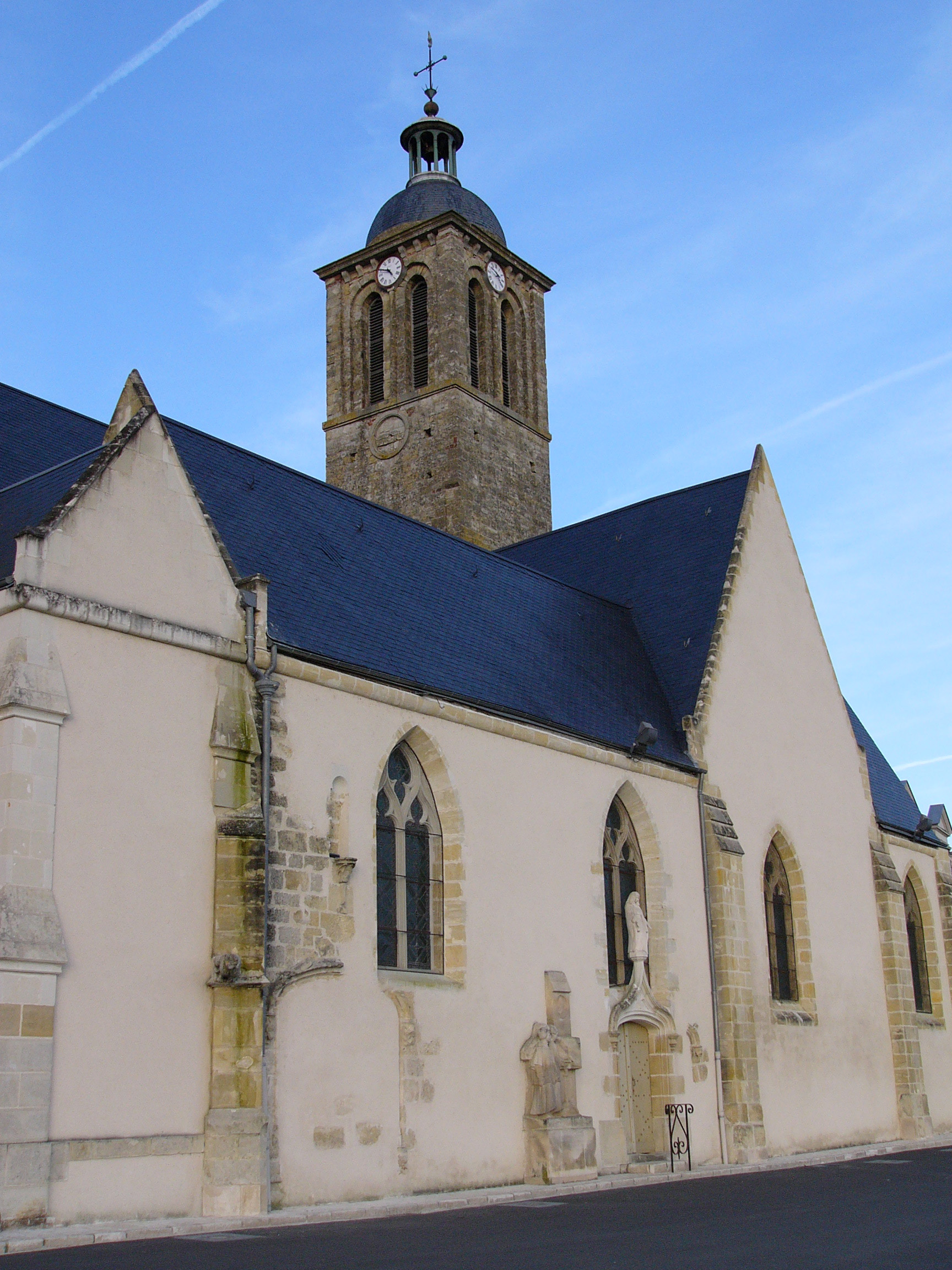
圣母-施洗约翰教堂

2021年，武夫赖境内暂无任何文化设施。武夫赖境内建有市政图书馆（bibliothèque municipale de Vouvray），每周二、三、五、六向公众开放。

### 建筑
武夫赖境内有多处历史建筑，其中镇中心的圣母-施洗约翰教堂（Église Notre-Dame-et-Saint-Jean-Baptiste de Vouvray）及市政厅是当地的地标性建筑物。

### 旅游
武夫赖的旅游事务由其所属的东部图莱讷河谷市镇公共社区负责。2023年，武夫赖境内共有1个露营地，可容纳共40辆露营车。

### 媒体
法国主要的媒体均可在武夫赖接收，法国电视三台下属的中央-卢瓦尔河谷大区频道在部分时段播出武夫赖所在安德尔-卢瓦尔省的地方新闻。图尔卢瓦尔河谷电视台、《中西部新共和国报》、蓝色法兰西图赖讷广播等是当地的主要地方性媒体。

### 葡萄酒
武夫赖因同名葡萄酒而闻名，后者是卢瓦尔河谷产区的组成部分，自1936年起成为原产地命名控制，以“Vouvray”命名的葡萄酒种植区域跨越了8个市镇。武夫赖葡萄酒亦常用于制作图尔肉酱。

## 相关人物
法国作曲家夏尔·博尔德出生于武夫赖。

## 友好城市
截至2023年11月，武夫赖共与一座城市建立了友好城市关系：
- 德国 兰德萨克